# 楊善徳
楊 善徳（よう ぜんとく）は清末民初の軍人。北京政府、安徽派に属した。字は樹堂。

## 事跡
北洋武備学堂第11期を卒業し、以後新建陸軍で軍歴を重ねた。1904年（光緒30年）に第2鎮第5標標統、1906年（光緒32年）に第4鎮第7協協統、1908年（光緒34年）に浙江新軍混成協協統、1910年（宣統2年）に浙江第41協協統、1911年（宣統3年）に第4鎮第7協協統と歴任している。
中華民国成立後、軍制改組に伴い、第4鎮は第4師に改組され、楊善徳が同師長に昇進した。1913年（民国2年）9月、江蘇松江鎮守使に就任する。1915年（民国4年）11月、上海鎮守使を暫行兼任署理する。まもなく淞滬護軍使兼江蘇軍務会弁に転じた。その翌月に袁世凱が皇帝に即位すると、一等伯に封じられている。
袁世凱死後、楊善徳は段祺瑞率いる安徽派に属した。1917年（民国6年）1月、浙江督軍に任命される。段が大総統黎元洪により国務総理を罷免されると、段を擁護するために楊は浙江省独立を宣言した。同年7月、段の復権と共に、そのまま独立を取り消している。
1919年（民国8年）8月13日、在任中に病没。享年47。翌日、北京政府から陸軍上将を追贈された。

## 注
1. ↑  徐友春主編『民国人物大辞典 増訂版』は「1856年生まれ」としているが、典拠不明で疑わしい。上海市地方志弁公室ホームページ、『民国人物大辞典（1991年、初版）』に基づき、1873年とする。